# Алешандре Пато
Алешандре Родригес да Силва (порт. Alexandre Rodrigues da Silva), познат као Алешандре Пато (порт. Alexandre Pato; Пато Бранко, 2. септембар 1989) бразилски је фудбалер. Надимак Пато („Патак“) добио је по граду Пато Бранко (срп. Бели Патак) у којем је рођен.

## Клупска каријера

### Интернасионал
Свој први професионални уговор Алешандре Пато је потписао са 16 година за ФК Интернасионал у јуну 2006. Први гол је постигао на свом дебију против ФК Палмеираса у првом минуту утакмице. Поред постигнутог гола, на истој утакмици је уписао и две асистенције. Исте године, обара рекорд Пелеа, као најмлађи стрелац у такмичењима под окриљем ФИФА, са 17 година и 102 дана, против афричког шампиона Ал-Ахлија.

### Милан
Тадашњи шампион европе Милан плаћа клаузулу у патовом уговору вредну 24 милиона евра, и 2. августа 2007 потписује 5-годишњи уговор са Алешандре Патом. Због Фифине регулације броја странаца, Пато није имао право наступа све до 3. јануара 2008. У међувремену, Пато је имао право наступа у пријатељским утакмицама. Патов незванични деби је био против ФК Динамо Кијева где је постигао погодак главом у утакмици која је завршена 2:2. 13 јануара 2008 против Наполија, Пато игра свој први званични меч за Милан. На свом дебију у Серији А постиже гол у победи Милана од 5:2. Сезону 2007/08 у Италијанском шампионату завршава са 9 голова у 18 утакмица.

## Репрезентативна каријера
После одличних игара на првенству света за играче испод 20 година и Милан,26. марта 2008 Алешандре Пато дебитује за сениорску репрезентацију Бразила, против Шведске на Емирејтс стадиону. Пато наставља свој фантастични низ постизања погодака на својим дебијима, и обара још један рекорд Пелеа по брзини постизања гола на првој утакмици за репрезентацију.

## Трофеји

### Интернасионал
- Светско клупско првенство : 2006.
- Рекопа Судамерикана : 2007.

### Милан
- Серија А : 2010/11.
- Суперкуп Италије : 2011.

### Коринтијанс
- Лига Паулиста : 2013.
- Рекопа Судамерикана : 2013.